# Veiligheidsofficier
Een veiligheidsofficier is een functie aan boord van schepen, ingevoerd door de ISM-code. Deze functie kan bekleed worden door de kapitein of een andere officier.
De taken zijn onder andere:
- regelmatig inspecteren van het schip
- tekortkomingen rapporteren aan de veiligheidsofficier van het bedrijf en aanpassingen van het veiligheidsplan van het schip voorstellen
- het trainen van de bemanning en uitvoeren van oefeningen. Dit kan gaan van basisinstructies tot brandbestrijding tot het redden van drenkelingen.
- contact onderhouden met de veiligheidsofficier van het bedrijf
- veiligheid van het schip waarborgen